# دهنة مرغك (ده كردي)
دهنة مرغك (بالفارسية: دهنه مرغک) هي قرية تقع في إيران في البلدة المركزية. يقدر عدد سكانها بـ 244 نسمة بحسب إحصاء 2016.